# دردار شائع
دردار شائع (الاسم العلمي: Ulmus vulgaris) هو نوع نباتي يتبع جنس الدردار من فصيلة الدردارية.